# Vrh Brodski
Vrh Brodski je naselje u Hrvatskoj u sastavu općine Skrada. Nalazi se u Primorsko-goranskoj županiji.

## Zemljopis
Jugozapadno su Iševnica i Krivac, zapadno je rijeka Kupica, sjeverozapadno su Brod na Kupi i Zamost Brodski, sjeverno je rijeka Kupa i preko nje Slovenija, sjeveroistočno je Golik, sjeveroistočno je Raskrižje, jugoistočno su Zakrajc Brodski, Gorica Skradska, Pucak i Donji Ložac. 

## Stanovništvo
| broj stanovnika | 16    | 17    | 15    | 11    | 18    |       |       | 20    | 14    | 17    | 19    | 12    |       |       |       |       |       |
|                 | 1857. | 1869. | 1880. | 1890. | 1900. | 1910. | 1921. | 1931. | 1948. | 1953. | 1961. | 1971. | 1981. | 1991. | 2001. | 2011. | 2021. |